# Protomiltogramma komi
Protomiltogramma komi är en tvåvingeart som beskrevs av Hiromu Kurahashi och Chaiwong 2007. Protomiltogramma komi ingår i släktet Protomiltogramma och familjen köttflugor.
Artens utbredningsområde är Thailand. Inga underarter finns listade i Catalogue of Life.